# Кутан, Лаура
Лаура Кутан, урождённая Лаура Мартин (фр. Laure Coutan; 29 октября 1855, Дён-сюр-Орон — 14 ноября 1915, Париж) — французская женщина-скульптор.

## Биография
Уроженка городка Дён-сюр-Орон, департамент Шер. Обучалась скульптуре в Париже у Альфреда Буше, ученицей которого также сперва была и Камилла Клодель, позднее известная, как ученица Родена. При жизни Лаура Кутан была признанным скульптором, работавшим как по частным, так и по государственным заказам. Её работы, экспонировались, в частности, на Всемирной выставке в Чикаго в 1893 году. Кутан специализировалась на бюстах и аллегорических статуях относительно классического вида (потомки сочтут их чересчур классическими). В некоторых случаях она бралась за создание надгробий, так выполненный ею бюст Андре Жилля украшает надгробие карикатуриста на кладбище Пер-Лашез. Создавала она и камерные бронзовые статуэтки. Сегодня работы Кутан можно увидеть в провинциальных музеях и замках Франции, а также на кладбищах Монпарнас и Пер-Лашез. Женщина-скульптор Жанна Ройанесс была её наиболее известной ученицей.

## Галерея

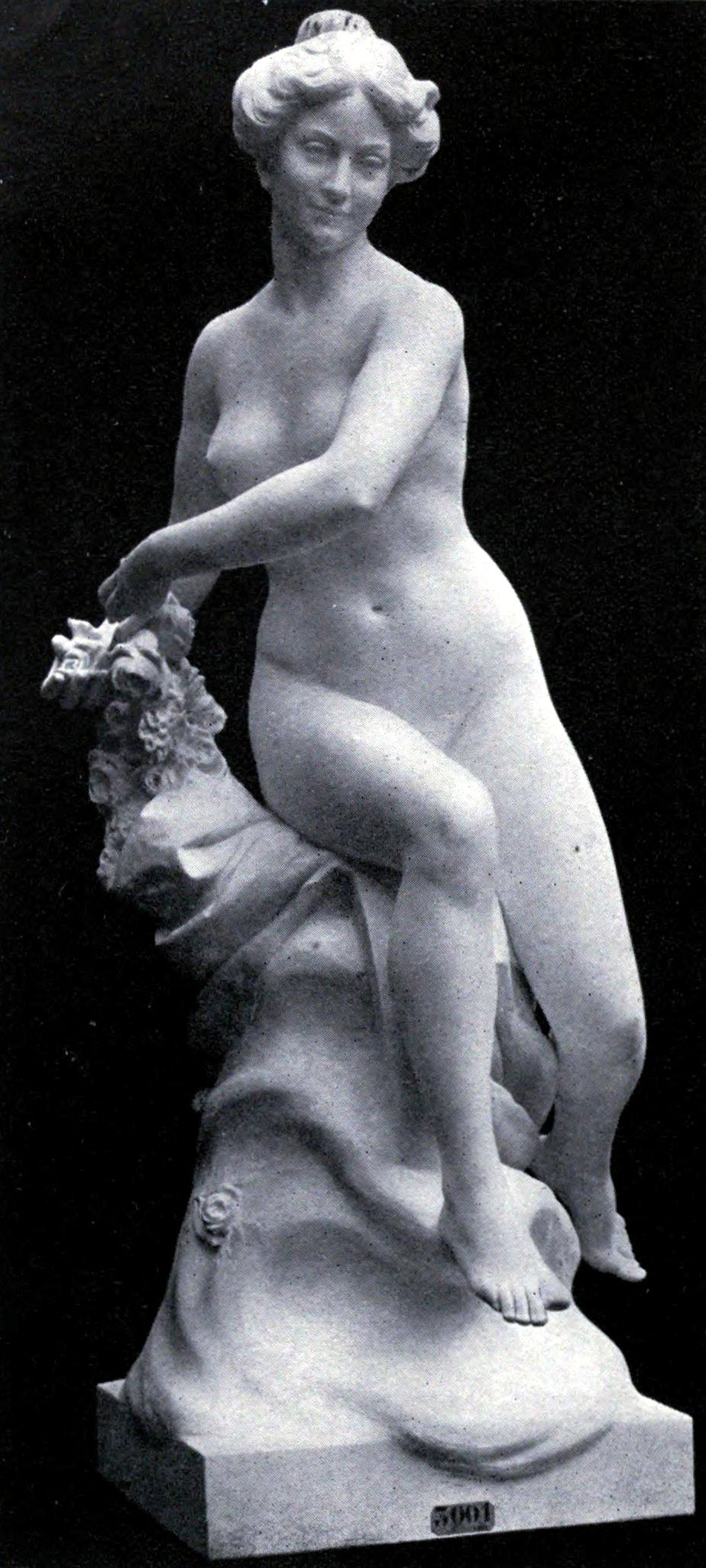
Фортуна
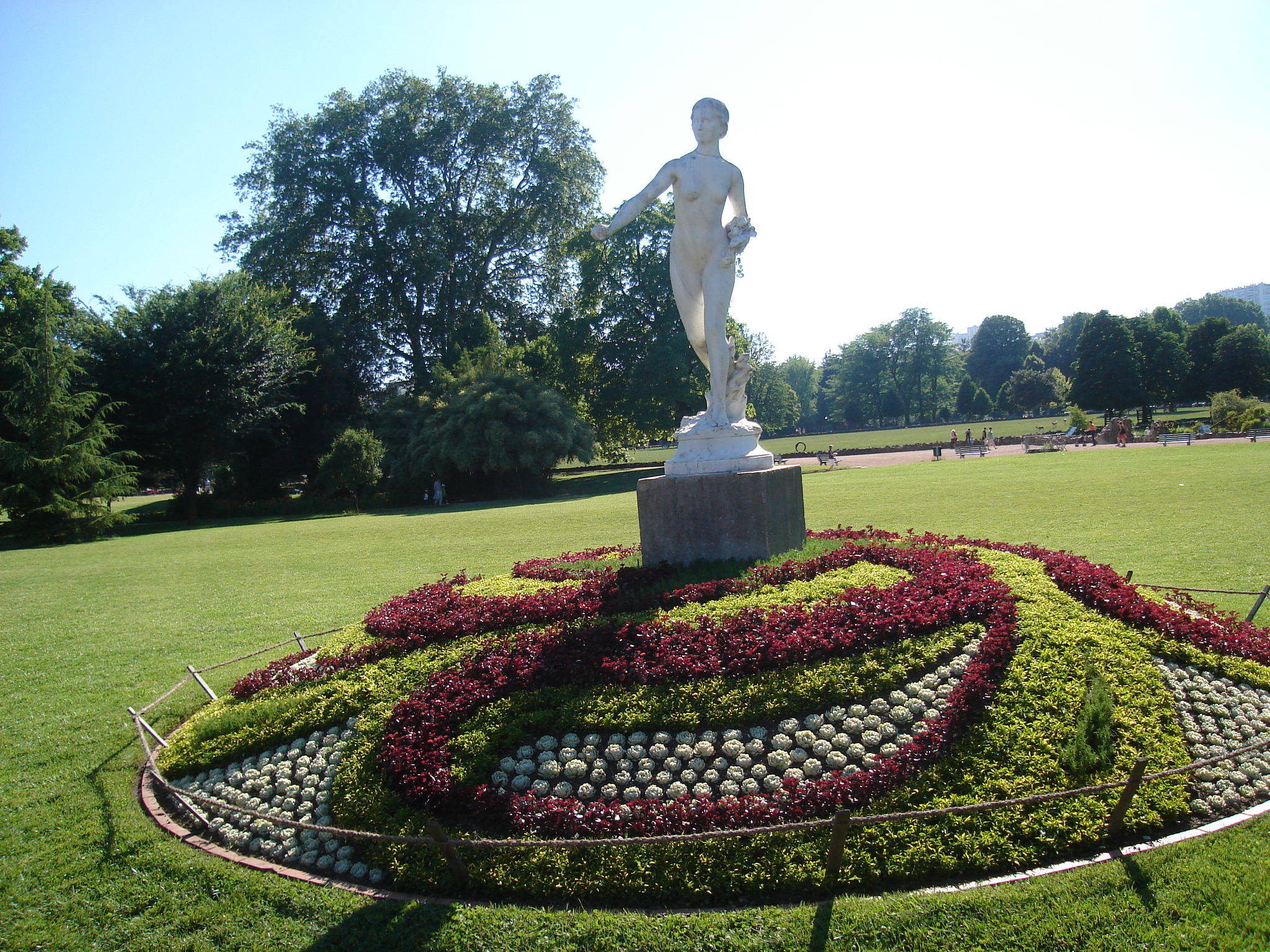
Аллегория Флореаля в одном из парков Лиона.
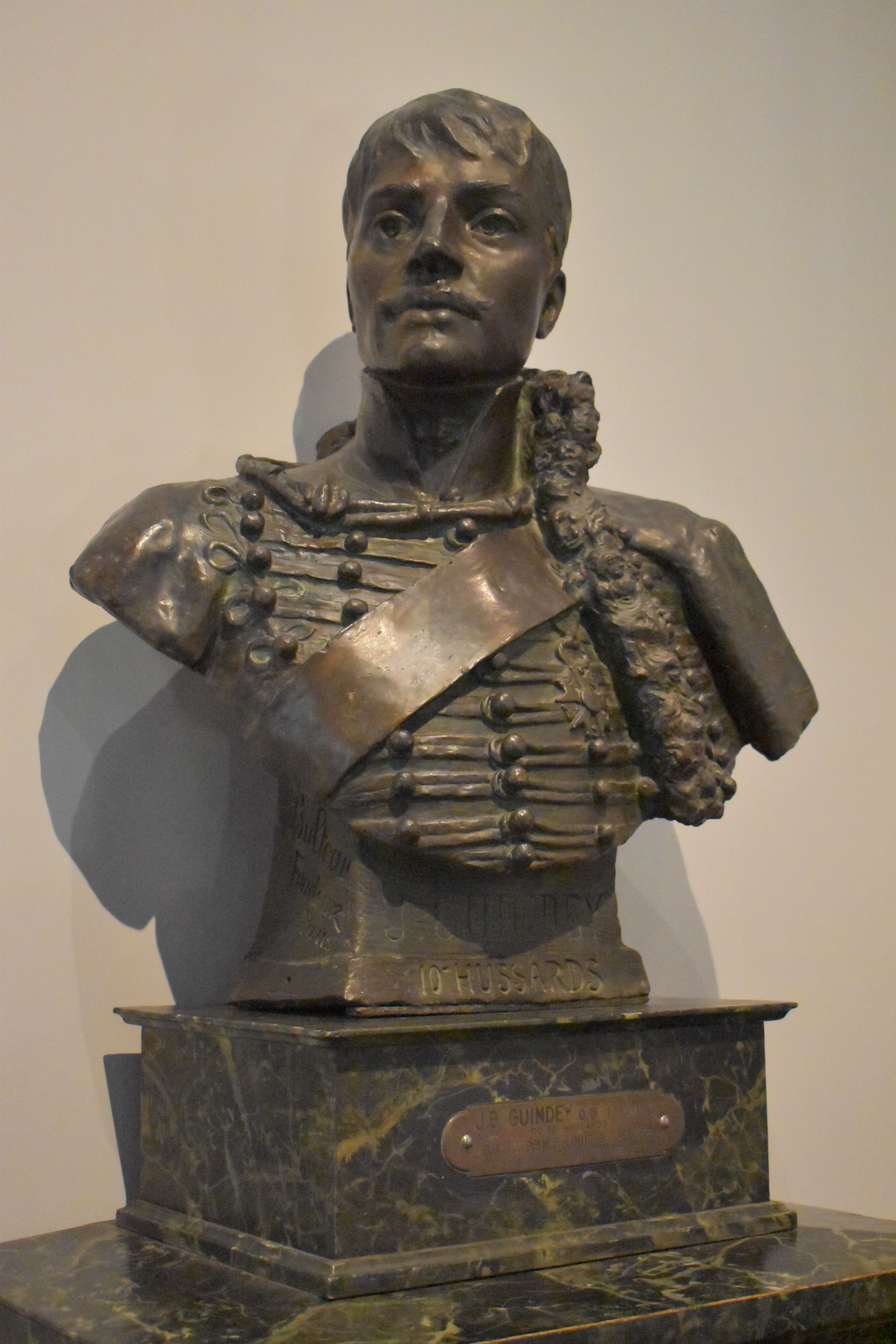
Бюст французского гусара Жана-Батиста Гинье (фр.[фр.]; 1785—1813), Музей Армии, Париж.
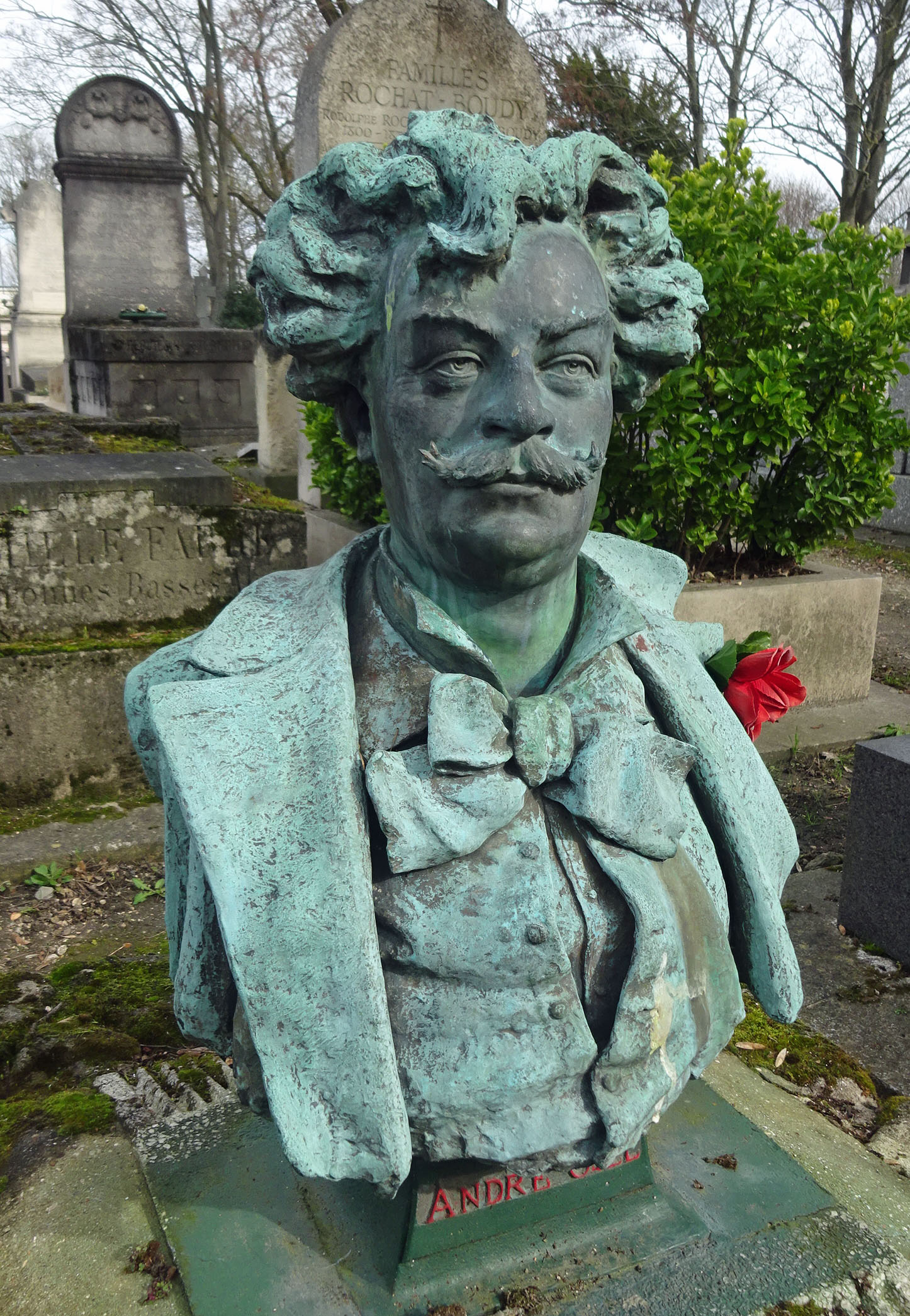
Бюст Андре Жилля, кладбище Пер-Лашез.